# Куланов, Александр Евгеньевич
Алекса́ндр Евге́ньевич Кула́нов (род. 14 июня, 1970 года) — российский востоковед, исследователь различных аспектов российско-японских отношений, специалист в области имиджелогии и кросскультурных коммуникаций.

## Образование
Родился 14 июня 1970 года в Подмосковье. С 1998 года занимается изучением Японии. Корреспондент журналов «Япония сегодня» (1998—2000) и «Дипломат» (2000—2002). В 2002—2003 годах исследовал проблемы компаративного анализа имиджей России и Японии в аспирантуре Токийского университета.

## Деятельность
Основатель и главный редактор интернет-издания «Японский журнал — Japon.ru» (2003—2007). Главный редактор журналов «Додзё» и «Будокан» (2005—2006). С 2007 года сотрудник Московского бюро газеты «Ёмиури». В 2012—2017 гг. — обозреватель приложения «Российской газеты» «ロシアNOW» («Росиа нау», на японском языке) к японской национальной газете «Майнити симбун» и российского веб-ресурса «Загадочная Япония».
Выступал в качестве консультанта в нескольких кино- и телепроектах, в том числе на съёмках документального телесериала «В тени Восходящего солнца» (ОРТ, 1999 г.) и художественного фильма «Солнце» (реж. А. Н. Сокуров, 2005). Организовал и провёл ряд крупных мероприятий в области межкультурных коммуникаций, в том числе первый в России международный симпозиум по боевым искусствам под эгидой ООН.
Автор цикла лекций, прочитанных в университетах и учебных центрах Москвы, Санкт-Петербурга, Красноярска, Новосибирска, Хабаровска, Владивостока, Омска, Киева, Алматы. Кроме того, выступал с лекциями и докладами в Токийском и Осакском университетах, университетах Хитоцубаси и Аояма (Токио), университетах Тегерана.
Оказывал и оказывает консалтинговые услуги ряду отечественных и иностранных компаний («Мобильные ТелеСистемы», «Лукойл», Shiseido «iCore», «Hitachi Data Systems», «Кордиант» и др.). Приглашённый преподаватель Института нефтегазового бизнеса.
В 2022—2024 гг. — научный сотрудник Центра японских исследований  Института востоковедения РАН и ведущий авторской программы «Разворот на Восток» на одной из национальных радиостанций. Автор сценариев нескольких документальных фильмов.

## Публикации
Автор книг:
- Зорге и другие. Японские тайны архивных дел — М. Молодая гвардия, 2025, 303 с. — 2000 экз ISBN 978-5-235-05241-3
- Музей «Шпионский Токио» — М. Молодая гвардия, 2022, 334 с. — 2000 экз ISBN 978-5-235-04537-8
- Другой Зорге. История Исии Ханако, — М. Молодая гвардия, 2021, 344 с. — 3000 экз ISBN 978-5-235-04469-2
- Елена Феррари, серия «Жизнь замечательных людей» — М. Молодая гвардия, 2021, 367 с. — 3000 экз ISBN 978-5-235-04333-3
- Зорге, серия «Жизнь замечательных людей» — М. Молодая гвардия, 2019, 591 с. — 3000 экз ISBN 978-5-235-04326-8
- Повседневная жизнь японцев. Взгляд за ширму, серия «Повседневная жизнь» — М. Молодая гвардия, 2019, 279 с. — 3000 экз ISBN 978-5-235-04324-4
- Зорге. Неудобный, серия Next — М. Молодая гвардия, 2018, 652 с. — 3000 экз ISBN 978-5-235-04104-2
- Ощепков, серия «Жизнь замечательных людей» — М. Молодая гвардия, 2017, 384 с. — 3000 экз ISBN 978-5-235-04025-0.
  - Второе издание: Ощепков. Создавший самбо — М. Молодая гвардия, 2023, 383 с. — 500 экз ISBN 978-5-235-05107-2
- Токио-о айсита супайтати (東京を愛したスパイたち, Шпионы, которые любили Токио). 1907—1985. — Токио.: Фудзивара сётэн, 2016. ISBN 978-4-86578-103-8
- Роман Ким, серия «Жизнь замечательных людей» — М. Молодая гвардия, 2016, 414 с. — 3000 экз ISBN 978-5-235-03893-6
- Шпионский Токио — М. Вече, 2014, 320 с. — 1500 экз. ISBN 978-5-4444-2289-2Тайва. Разговоры о Японии. Разговоры о России. — М.: Захаров, 2003. — 288 с. — 1000 экз. ISBN 5-8159-0374-4
- «Чёрный пояс» без грифа секретности / совместно с А. Д. Арабаджиевым — М.: Вече, 2014, 288 с. — ISBN 978-5-4444-2266-3
- В тени Восходящего солнца — М. Вече, 2014, 352 с. — 1500 экз. ISBN 978-5-4444-1958-8
- Обнажённая Япония. Сексуальные традиции Страны солнечного корня. — М.: Ломоносовъ, 2013., 288 с. — 1500 экз. ISBN 978-5-91678-146-5
- Обратная сторона Японии. Век 21. — М.: Эксмо, 2011. — 352 с. — 4100 экз. ISBN 978-5-699-51335-2
- Обнажённая Япония. Эротическая традиция Страны солнечного корня. — М.: АСТ, Астрель, 2008. — 320 с. — 3000 экз. ISBN 978-5-17-049269-5, ISBN 978-5-271-18022-4
- Обратная сторона Японии. Тайва-2. — М.: АСТ, Астрель, Харвест, 2008. — 384 с. — 3000 экз. ISBN 978-5-17-046480-7, ISBN 978-5-271-15354-9, ISBN 978-985-16-4960-6
- Россия и Япония: имиджевые войны / совместно с В. Э. Молодяковым. — М.: АСТ, Астрель, Хранитель, 2007. — 512 с. — 3000 экз. ISBN 978-5-17-040740-8, ISBN 978-5-271-15388-4, ISBN 978-5-9762-2356-1
- Т@йва. — М.: , 2012. — 610 к. — Электронное издание. ISBN 978-5-9903372-1-3

Участник ряда коллективных издательских проектов Института Востоковедения РАН, в том числе:
- Россия и Япония: соседи в новом тысячелетии, Антология. М.:Аиро XX, 2004.
- Портрет современного японского общества, М.: АИРО-XXI, 2006.
- Япония, открытая миру М.: АИРО-XXI, 2007.
- Глобальные вызовы: японский ответ, М.: АИРО-XXI, 2008, и ряда других.
- Роман Ким. Документы к биографии и воспоминания. ИВ РАН, М., 2024. ISBN 978-5-907846-15-9
- 18-е мгновение весны. О попытках выхода Японии из войны путем дипломатии спецслужб. Вторая мировая война и Восток. Книга II. ИВ РАН, М., 2025.

Один из авторов Популярной иллюстрированной энциклопедии «Япония от А до Я» (М.: Япония сегодня, 2000) и учебного пособия для вузов «Внешняя политика Японии» (М.: Восточная литература, 2008).

## Премии и номинации
- Лауреат 5 литературных премий, в том числе:
- IV интернационального конкурса «Имидж-директория» (2008) в разделе «Проект года в области образования и просвещения» за книгу «Россия-Япония: имиджевые войны» (совместно с В. Э. Молодяковым).
- Премия имени Юлиана Семёнова в области экстремальной геополитической журналистики (2018) за книгу «Роман Ким» (серия «Жизнь замечательных людей»).
- Общероссийская литературная премия «Дальний Восток» имени В.К. Арсеньева (2020) за книгу «Ощепков» (серия «Жизнь замечательных людей») в номинации «Длинная проза».